# Magdalena Krysińska-Kałużna
Magdalena Krysińska-Kałużna – polska etnolog, doktor habilitowana nauk humanistycznych, nauczyciel akademicki Instytutu Europy i Ameryk Uniwersytetu Warszawskiego.

## Życiorys
W 2008 na podstawie napisanej pod kierunkiem Janusza Muchy rozprawy pt. Proces kontaktu a przetrwanie kultur indiańskich w Amazonii uzyskała w Instytucie Historycznym Uniwersytetu im. Adama Mickiewicza w Poznaniu stopień naukowy doktora nauk humanistycznych (dyscyplina: etnologia, specjalność: etnologia). Tam też na podstawie dorobku naukowego oraz monografii pt. Prawo jako mit. Relacja pomiędzy tubylczym prawem zwyczajowym a prawem stanowionym uzyskała w 2018 stopień naukowy doktora habilitowanego nauk humanistycznych (dyscyplina: etnologia, specjalności: antropologia prawa, Ameryka Łacińska).
Została adiunktem w Uniwersytecie Warszawskim w Instytucie Ameryk i Europy. Była nauczycielem akademickim Uniwersytetu Łódzkiego w Wydziale Studiów Międzynarodowych i Politologicznych w Instytucie Studiów Międzynarodowych.